# Joyride (chanson de Roxette)
Pour les articles homonymes, voir Joyride.
Singles de Roxette
It Must Have Been Love
(1990) Fading Like a Flower (Every Time You Leave)
(1991)
Joyride est une chanson du duo pop rock suédois Roxette sortie en single le 25 février 1991, premier extrait de l'album Joyride.
Le single se classe no 1 dans plusieurs pays et devient l'un des plus grands succès du duo.

## Classements hebdomadaires
| Classement (1991)                      | Meilleure position |
| -------------------------------------- | ------------------ |
| Allemagne (Media Control AG)           | 1                  |
| Australie (ARIA)                       | 1                  |
| Autriche (Ö3 Austria Top 40)           | 1                  |
| Belgique (Flandre Ultratop 50 Singles) | 1                  |
| Canada (RPM 100 Singles)               | 1                  |
| États-Unis (Billboard Hot 100)         | 1                  |
| France (SNEP)                          | 39                 |
| Irlande (IRMA)                         | 9                  |
| Italie (FIMI)                          | 4                  |
| Norvège (VG-lista)                     | 1                  |
| Nouvelle-Zélande (RMNZ)                | 3                  |
| Pays-Bas (Single Top 100)              | 1                  |
| Pays-Bas (Nederlandse Top 40)          | 1                  |
| Royaume-Uni (UK Singles Chart)         | 4                  |
| Suède (Sverigetopplistan)              | 1                  |
| Suisse (Schweizer Hitparade)           | 1                  |

## Certifications
| Pays                  | Certification | Unités certifiées |
| --------------------- | ------------- | ----------------- |
| Allemagne (BVMI)      | Or            | 250 000           |
| Australie (ARIA)      | Platine       | 70 000            |
| Autriche (IFPI)       | Or            | 25 000            |
| Canada (Music Canada) | Or            | 50 000            |
| Suède (GLF)           | Platine       | 50 000            |